# Andreas Giglmayr
Andreas Giglmayr (* 7. Februar 1984 in Oberndorf bei Salzburg) ist ein ehemaliger österreichischer Triathlet. Er ist Olympiastarter (2012), mehrfacher österreichischer Triathlon-Staatsmeister (2002, 2008, 2013 und 2018) und wird in der Bestenliste österreichischer Triathleten auf der Ironman-Distanz geführt.

## Werdegang
Andreas Giglmayr begann im Alter von zwölf Jahren mit Triathlon.
Im November 2002 wurde er Sechster der Junioren-Weltmeisterschaft, im Jahr 2003 wurde er Dritter bei der Triathlon-Europameisterschaft in der Klasse der Junioren und 2007 wurde er in Indien Dritter bei der Militär-Weltmeisterschaft.

### Staatsmeister Triathlon Kurzdistanz 2008
Im September 2008 wurde er in Wien Österreichischer Triathlon-Staatsmeister über die olympische Distanz (1,5 km Schwimmen, 40 km Radfahren und 10 km Laufen). Andreas Giglmayr war als Leistungssportler beim Österreichischen Bundesheer in Salzburg, er trainierte im Verein Tri Team Hallein und startete für das Österreichische Triathlon Nationalteam.
Als bester Österreicher erreichte er im Weltcup-Ranking der World Championship Series 2010 den 39. Rang. Sein 15. Rang beim Finale der ITU Weltmeisterschaft-Rennserie 2010 in Budapest, ist das beste bisher Ergebnis eines Österreichers bei einem „Grand Final“ über die olympische Distanz.

### Olympische Sommerspiele 2012
Giglmayr startete bei den Olympischen Sommerspielen 2012 in London und belegte dort den 40. Platz.
Im Januar 2014 startete er in Südafrika erstmals auf der halben Ironman-Distanz (Ironman 70.3), konnte das Rennen aber nicht beenden. Im Sommer 2014 bestritt er beim Ironman Austria (3,86 km Schwimmen, 180,2 km Radfahren und 42,195 km Laufen) erfolgreich seine erste Langdistanz und wurde mit einer der weltweit schnellsten Debützeiten von 8:09 Stunden Vierter im Gesamtklassement. Im Juli 2018 wurde er beim Trumer Triathlon Staatsmeister auf der Mitteldistanz.
Am 7. Juli 2019 wurde er beim Ironman Austria Vizestaatsmeister Langdistanz. Zwei Wochen später, am 23. Juli, erklärte der damals 35-Jährige seine aktive Karriere für beendet.

### Privates
Andreas Giglmayr lebt mit seiner Partnerin  in Rif bei Hallein. Seine Spitznamen sind Andi oder Gigi.

## Sportliche Erfolge
| Datum/Jahr    | Rang | Wettbewerb                                       | Austragungsort  | Zeit        | Bemerkung |
| ------------- | ---- | ------------------------------------------------ | --------------- | ----------- | --- |
| 28. Juli 2019 | 1    | Trumer Triathlon                                 | Obertrum am See | 04:00:16    | Mitteldistanz (1,9 km Schwimmen, 88,5 km Radfahren und 21,1 km Laufen)                                                                                       |
| 19. Mai 2019  | 7    | Ironman 70.3 Barcelona                           | Barcelona       | 04:14:28    | |
| 27. Apr. 2019 | 7    | Ironman 70.3 Marbella                            | Marbella        | 04:10:13    | |
| 22. Juli 2018 | 1    | ÖTRV Triathlon-Staatsmeisterschaft Mitteldistanz | Obertrum am See | 04:02:18,31 | Staatsmeister auf der Mitteldistanz beim Trumer Triathlon auf der Mitteldistanz                                                                              |
| 27. Aug. 2017 | 2    | Ironman 70.3 Zell am See-Kaprun                  | Zell am See     |             | |
| 30. Okt. 2016 | 16   | Challenge Sardinia                               | Forte Village   |             | Mitteldistanz auf Sardinien |
| 5. Juni 2016  | 8    | Ironman 70.3 Switzerland                         | Rapperswil-Jona | 04:02:54    | persönliche Bestzeit auf der Mitteldistanz |
| 23. Aug. 2015 | 2    | Challenge Walchsee-Kaiserwinkl                   | Walchsee        | 03:54:17    | |
| 17. Mai 2015  | 7    | Ironman 70.3 Austria                             | St. Pölten      | 04:05:32    | |
| 11. Mai 2014  | 2    | Challenge Rimini                                 | Rimini          | 04:07:34,40 | Zweiter auf der Halbdistanz |
| 26. Jan. 2014 | DNF  | Ironman 70.3 South Africa                        | East London     | –           | Rennabbruch auf der Laufstrecke |
| 20. Juli 2013 | 1    | ÖTRV Triathlon-Staatsmeisterschaft Kurzdistanz   | Obertrum am See | 02:00:18    | Giglmayr wird beim Trumer Triathlon Triathlon-Staatsmeister über die olympische Distanz.                                                                     |
| 7. Aug. 2012  | 40   | Olympische Sommerspiele 2012                     | London          | 01:51:14    | |
| 19. Sep. 2011 | 29   | ITU World Championship Series 2011               | Yokohama        | 01:52:41    | Das Ergebnis des Rennens soll schon für die Wertung der Saison 2012 berücksichtigt werden.                                                                   |
| 16. Juli 2011 | 23   | ITU World Championship Series 2011               | Hamburg         | 01:45:50    | [ 9 ] |
| 4. Juni 2011  | 52   | ITU World Championship Series 2011               | Madrid          | 01:56:25    | |
| 17. Apr. 2011 | 21   | ITU Triathlon World Cup                          | Ishigaki        | 01:52:09    | |
| 9. Apr. 2011  | 30   | ITU World Championship Series 2011               | Sydney          | 01:52:51    | [ 10 ] |
| 26. März 2011 | 24   | ITU Triathlon World Cup                          | Mooloolaba      | 01:53:31    | |
| 6. Feb. 2011  | 4    | OTU Sprint Triathlon Oceania Cup                 | Taupō           | 01:00:37    | [ 11 ] [ 12 ] [ 13 ] |
| 5. Sep. 2010  | 15   | ITU World Championship Series 2010               | Budapest        | 01:44:08    | Mit dem 15. Rang beim letzten Rennen der Serie holte sich Giglmayr in der WM-Gesamtwertung 2010 den 39. Rang.                                                |
| 21. Aug. 2010 | 16   | ITU Sprint Triathlon World Championships         | Lausanne        | 00:54:01    | halbe olympische Distanz |
| 14. Aug. 2010 | 30   | ITU World Championship Series 2010               | Kitzbühel       | 01:55:08    | beim 6. Rennen der Serie |
| 11. Apr. 2010 | 24   | ITU World Championship Series 2010               | Sydney          | 01:53:29    | beim Auftaktrennen der Saison 2010 |
| 27. März 2010 | 18   | ITU Triathlon World Cup                          | Mooloolaba      | 01:54:33    | hinter dem Sieger Brad Kahlefeldt aus Australien (1,5 km Schwimmen, 40 km Radfahren und 10 km Laufen)                                                        |
| 2010          | 2    | Sempachersee-Triathlon                           | Nottwil         | 02:00:41    | Zweiter hinter dem Schweizer Ronnie Schildknecht |
| 13. Sep. 2008 | 1    | ÖTRV Triathlon-Staatsmeisterschaft Kurzdistanz   | Wien            | 01:45:03    | Österreichischer Triathlon-Staatsmeister über die olympische Distanz vor dem zweitschnellsten Österreicher Paul Reitmayr im Rahmen des Vienna City Triathlon |
| 13. Juli 2008 | 10   | ITU Triathlon World Cup                          | Tiszaujvaros    | 01:53:52    | |
| 21. Okt. 2007 | 3    | Militär-Weltmeisterschaft Triathlon              | Mumbai          |             | dritter Rang bei der Militär-WM (1,5 km Schwimmen, 40 km Radfahren und 10 km Laufen)                                                                         |
| 10. Sep. 2005 | 12   | ITU Triathlon World Championship U23             | Gamagōri        | 01:55:44    | |
| 9. Nov. 2002  | 6    | ITU Triathlon World Championship Junior Men      | Cancún          | 00:56:14    | in der Klasse der Junioren |
| 6. Juli 2002  | 3    | ETU Triathlon European Championship Junior Men   | Győr            | 01:02:19    | dritter Rang bei der Europameisterschaft Junioren |
| 2002          | 1    | ÖTRV Triathlon-Staatsmeisterschaft Junioren      | Mieming         | 01:13:10    | Österreichischer Junioren-Meister, vor Dominik Berger und dem Drittplatzierten Paul Reitmayr                                                                 |

| Datum/Jahr    | Rang | Wettbewerb                                     | Austragungsort | Zeit     | Bemerkung                                          |
| ------------- | ---- | ---------------------------------------------- | -------------- | -------- | -------------------------------------------------- |
| 7. Juli 2019  | 2    | ÖTRV Staatsmeisterschaft Triathlon Langdistanz | Klagenfurt     | 08:45:38 | Vizestaatsmeister Langdistanz beim Ironman Austria |
| 28. Juni 2015 | DNF  | Ironman Austria                                | Klagenfurt     |          | als schnellster Schwimmer                          |
| 29. Juni 2014 | 4    | Ironman Austria                                | Klagenfurt     | 08:09:06 | erster Ironman-Start                               |

| Datum/Jahr    | Rang | Wettbewerb                         | Austragungsort | Distanz      | Zeit     | Bemerkung                                             |
| ------------- | ---- | ---------------------------------- | -------------- | ------------ | -------- | ----------------------------------------------------- |
| 26. März 2017 | 11   | Staatsmeisterschaften Halbmarathon | Graz           | Halbmarathon | 01:09:36 | Staatsmeisterschaft im Rahmen des „Graz-Halbmarathon“ |

(DNF – Did Not Finish)